# Пінеллас
Шаблон:StateAbbr_ 27°54′ пн. ш. 82°44′ зх. д. / 27.9° пн. ш. 82.74° зх. д.
Пінеллас — округ на заході штату Флорида. Площа 1 575 км².
Населення 916 542 осіб (2010 рік). Адміністративний центр у місті Клірвотер.
Виділений 1911 року з округу Гіллсборо. Входить до агломерації Тампи.

## Географія
За даними Бюро перепису населення США, загальна площа округу становить 608 квадратних миль (1 575 км²), з них 274 квадратних милі (710 км²) — суша, а 334 квадратних милі (865 км²) (55 %) — вода.

## Суміжні округи
- Паско, Флорида — північ
- Гіллсборо, Флорида — схід і південь

## Галерея

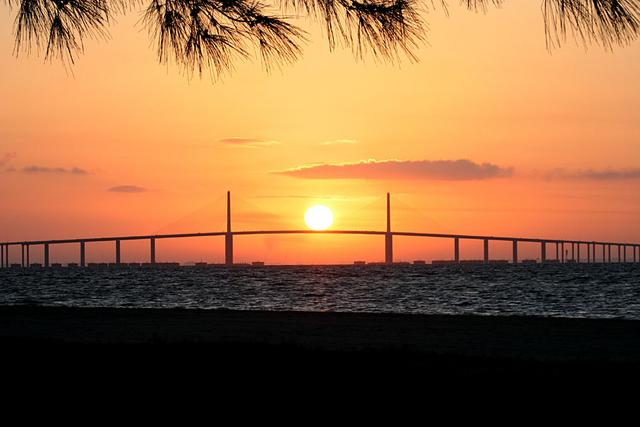
Сяйво заходу сонця з форту ДіСото
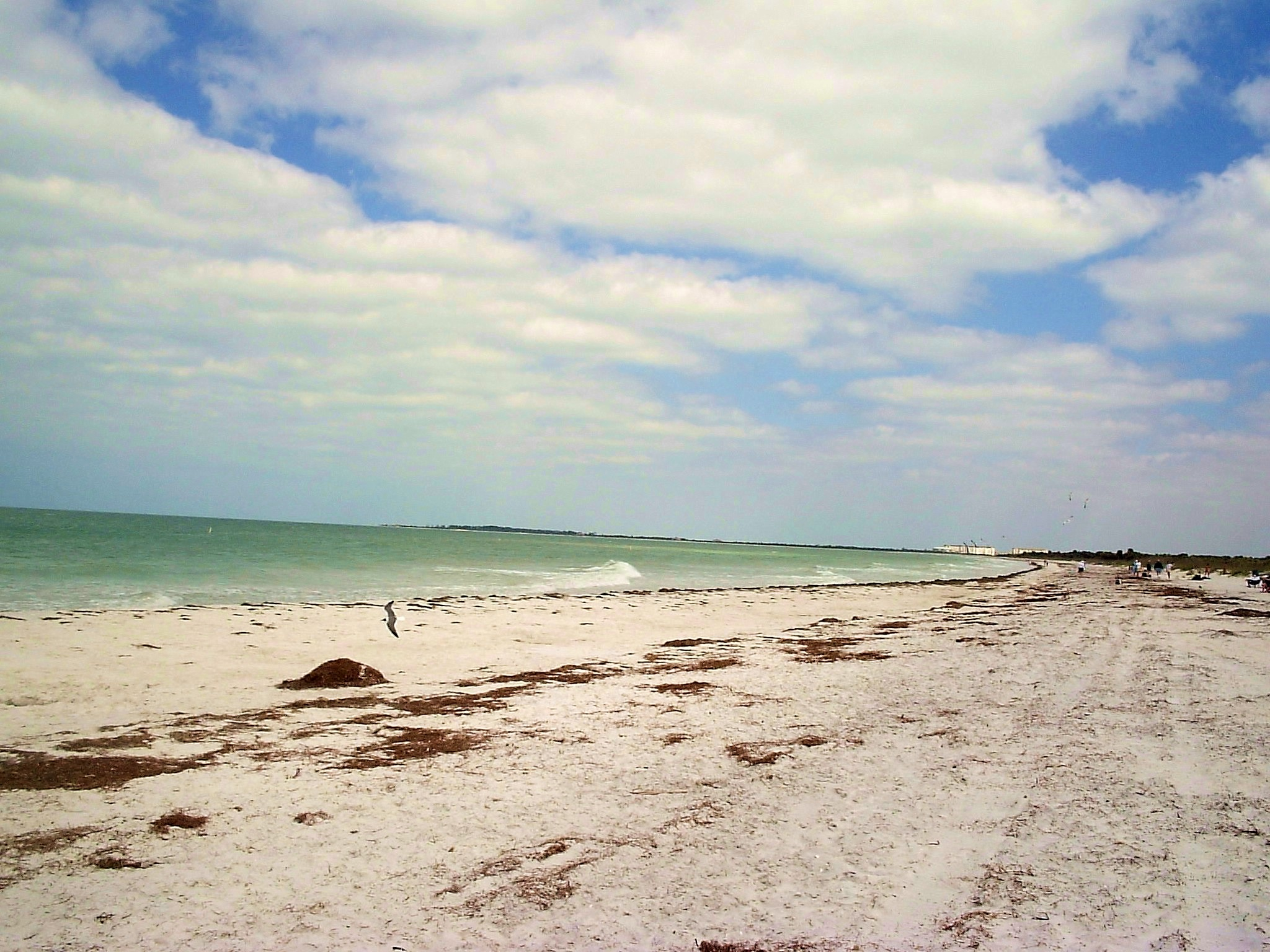
Пляж на острові Каладесі
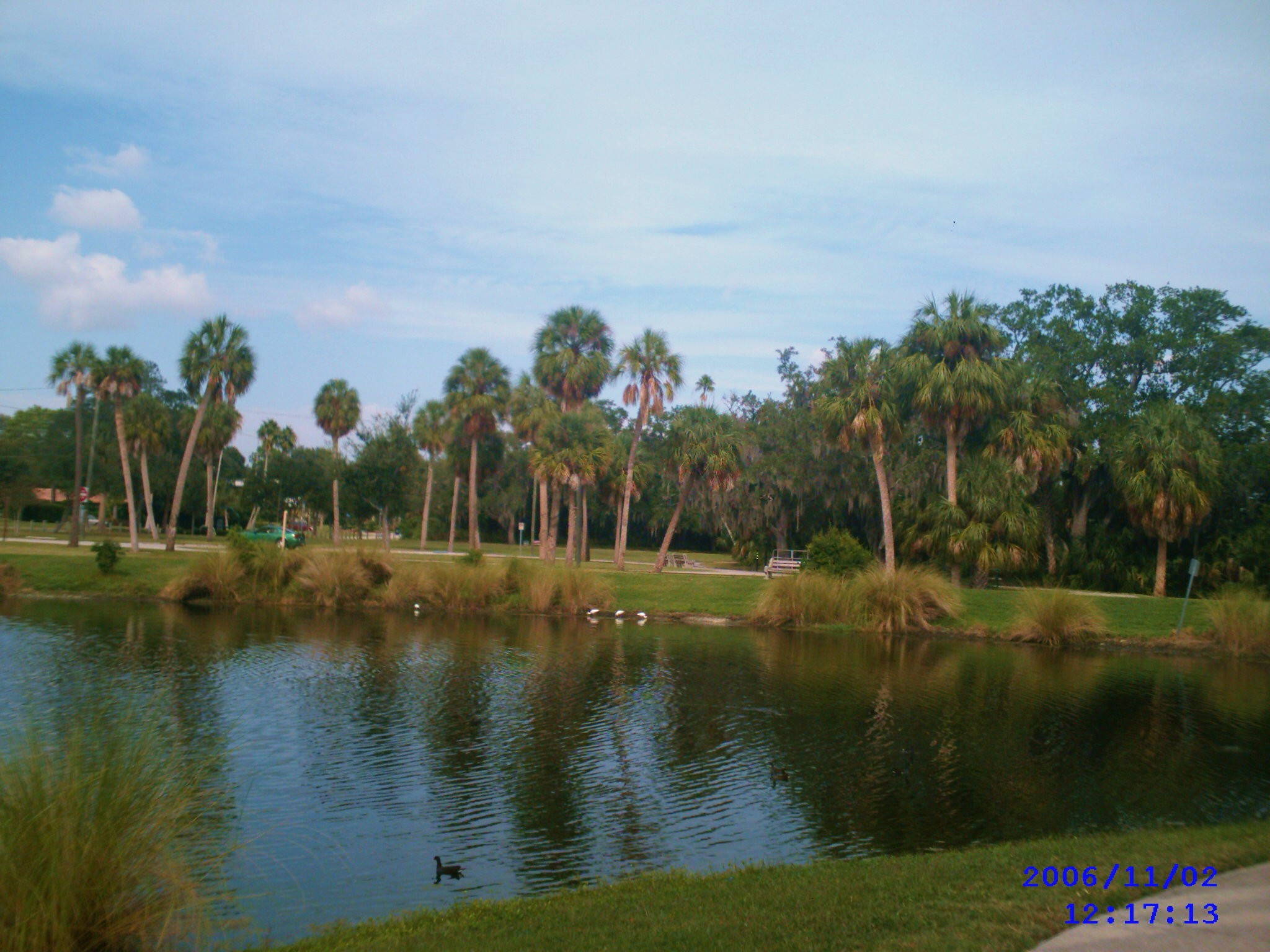
Куперс-бейю парк
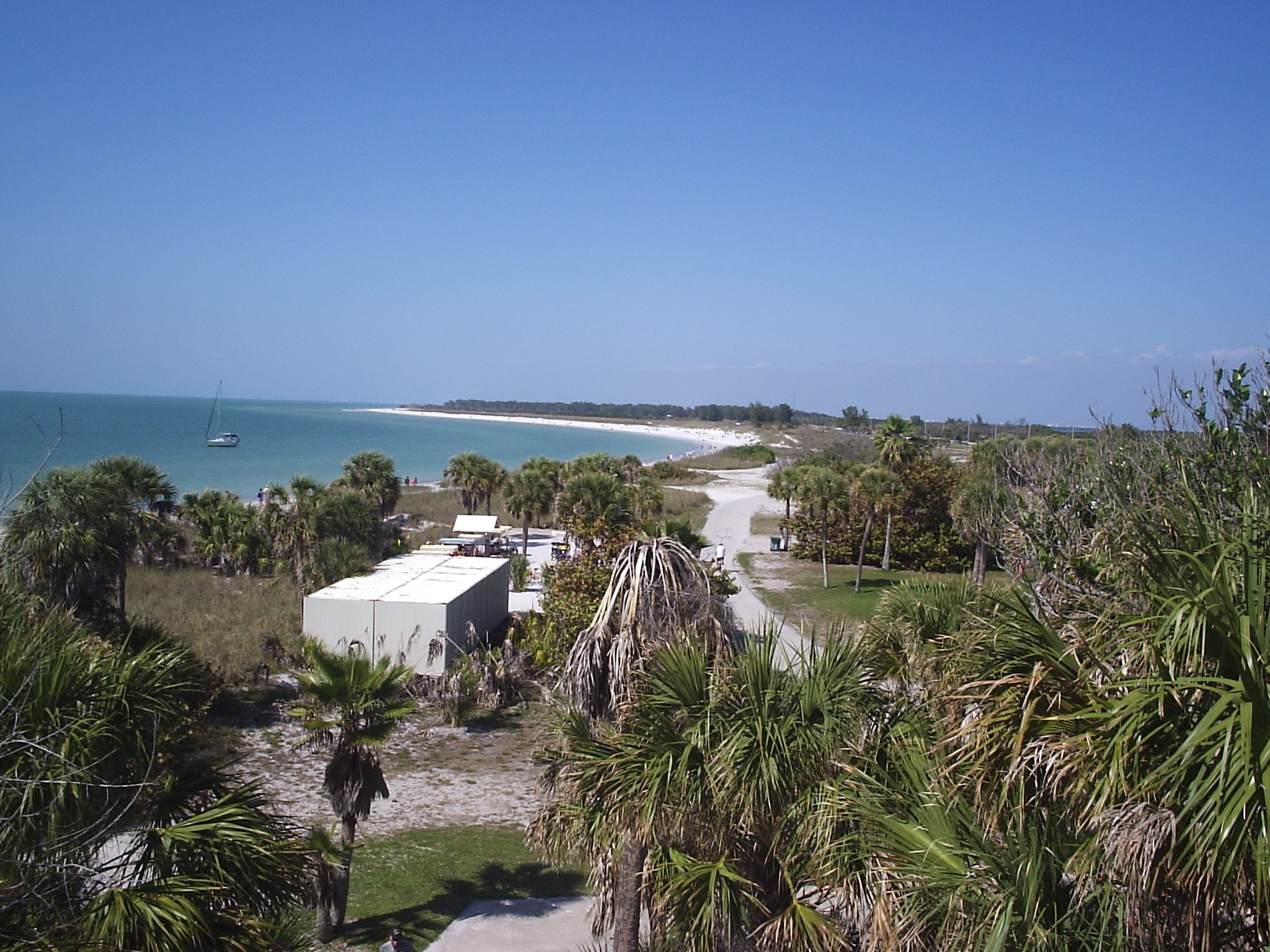
Форт ДіСото